# السياسة الإقليمية للاتحاد الأوروبي
السياسة الإقليمية للاتحاد الأوروبي ( سياسة التماسك)، هي سياسة الهدف المعلن التحسين الاقتصادي في الاتحاد الأوروبي وأيضا تجنب التفاوت بين المناطق. يخصص أكثر من ثلث ميزانية الاتحاد الأوروبي لهذه السياسة، التي تهدف إلى إزالة التباينات الاقتصادية والاجتماعية والإقليمية في جميع أنحاء الاتحاد الأوروبي، وإعادة هيكلة المناطق الصناعية المتراجعة وتنويع المناطق الريفية التي تتراجع فيها الزراعة. عند القيام بذلك، فإن السياسة الإقليمية للاتحاد الأوروبي موجهة نحو جعل المناطق أكثر قدرة على المنافسة، وتعزيز النمو الاقتصادي وخلق فرص عمل جديدة. تلعب السياسة أيضًا دورًا في مواجهة تحديات أوسع للمستقبل، بما في ذلك التغير المناخي وإمدادات الطاقة والعولمة.
تغطي السياسة الإقليمية للاتحاد الأوروبي جميع المناطق الأوروبية، على الرغم من أن المناطق في جميع أنحاء الاتحاد الأوروبي تندرج في فئات مختلفة (ما يسمى الأهداف)، وهذا يتوقف في الغالب على وضعهم الاقتصادي. في فترة التمويل الحالية 2014-2020، يتم تخصيص الأموال بشكل مختلف بين المناطق التي تعتبر «أكثر تطوراً» (حيث يبلغ نصيب الفرد من الناتج المحلي الإجمالي أكثر من 90٪ من متوسط الاتحاد الأوروبي)، و «الانتقال» (بين 75٪ و 90٪)، و «الأقل تطوراً» (أقل من 75٪)، ويتم تخصيص أموال إضافية للدول الأعضاء التي يقل فيها نصيب الفرد من الدخل القومي الإجمالي عن 90 في المائة من متوسط الاتحاد الأوروبي في صندوق التماسك. بين عامي 2007 و 2013، كانت السياسة الإقليمية للاتحاد الأوروبي تتألف من ثلاثة أهداف: التقارب والقدرة التنافسية الإقليمية والعمالة والتعاون الإقليمي الأوروبي؛ الأهداف الثلاثة السابقة (من 2000-2006) كانت تعرف ببساطة بالأهداف 1 و 2 و 3.